# Constitución de la Unión Soviética de 1936

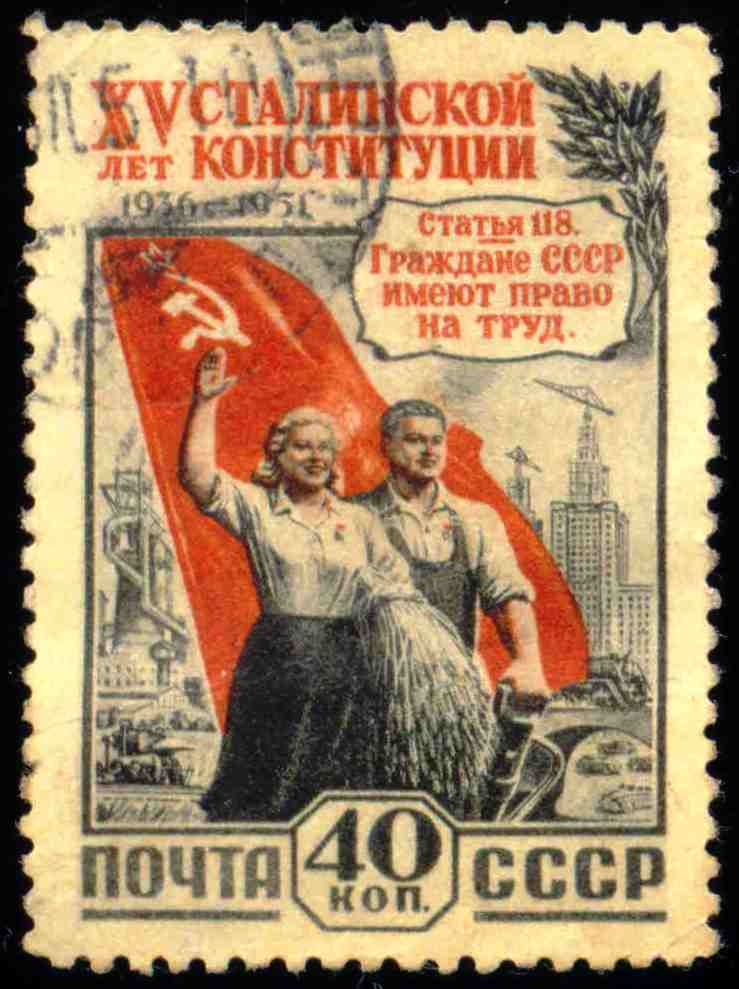
Sello postal de 1951 en conmemoración del 15° aniversario de la constitución.

La Constitución soviética de 1936 fue aprobada el 5 de diciembre de 1936 en el VIII Congreso Extraordinario de los Soviets, y es también conocida como la Constitución de Stalin o la Constitución del socialismo victorioso. En la misma se reforma el gobierno de la Unión Soviética, se proclama "la supresión del sistema capitalista de economía,... la abolición de la propiedad privada de los instrumentos y medios de producción y.. la anulación de la explotación del hombre por el hombre". Estuvo vigente hasta la promulgación de la Constitución soviética de 1977. 

## Desarrollo
El 7 de febrero de 1935, el Comité Ejecutivo Central de la URSS creó una Comisión Constitucional presidida por el Secretario General del Comité Central del Partido Comunista de Toda la Unión (bolchevique), José Stalin, y 12 subcomisiones. La nueva Constitución, tal como la concibieron los autores, debía reflejar una etapa importante en la historia del Estado soviético: la construcción del socialismo. El 12 de junio de 1936, el proyecto de Constitución fue publicado y discutido durante los siguientes 6 meses en todos los niveles.
Según el historiador Oleg Jlevniuk, la naturaleza más democrática de esta constitución (en comparación con la constitución de 1924) fue causada por el deseo de atraer la simpatía de la comunidad internacional a la Unión Soviética para resistir conjuntamente la creciente fuerza del fascismo. En una nota adjunta al proyecto de decisión del Politburó sobre cambios en la constitución y la creación de una comisión constitucional, que fue adoptado por el Politburó el 31 de enero de 1935, Stalin escribió:

En mi opinión, el asunto de la Constitución de la URSS es mucho más complicado de lo que parece a primera vista. Primero, el sistema electoral debe cambiarse no solo en el sentido de eliminar su naturaleza de múltiples grados. También debe cambiarse en el sentido de reemplazar la votación abierta por la votación cerrada (secreta). Podemos y debemos ir en este asunto hasta el final, sin detenernos a la mitad. La situación y el equilibrio de poder en nuestro país en este momento son tales que solo podemos ganar políticamente en este asunto. Ni siquiera me refiero al hecho de que la necesidad de tal reforma está dictada por los intereses del movimiento revolucionario internacional, ya que tal reforma debe necesariamente jugar el papel de un arma poderosa contra el fascismo internacional...

Por primera vez, 75 millones de personas participaron en su discusión, se hicieron 1,5 millones de propuestas, adiciones, enmiendas, publicadas en las revistas. Las propuestas que contradecían el rumbo político del partido (por ejemplo, permitir la propiedad privada o liquidar granjas colectivas) no fueron publicadas y permanecieron en los archivos bajo el nombre de “respuestas hostiles”.
Stalin participó directamente en el trabajo sobre el texto de la constitución. Bujarin se consideraba a sí mismo el autor de la parte principal del texto de la constitución.
La nueva constitución fue adoptada el 5 de diciembre de 1936 en el VIII Congreso Extraordinario de los Soviets de toda la Unión y se publicó oficialmente el 6 de diciembre en Izvestia, No. 283.

## Estructura
La Constitución tenía 13 capítulos y 146 artículos.
La estructura de la Constitución de la URSS de 1936 era:
- Capítulo I: Organización social
- Capítulo II: Organización del estado
- Capítulo III: Órganos superiores de poder de la Unión de Repúblicas Socialistas Soviéticas
- Capítulo IV: Órganos superiores de poder de las repúblicas federadas
- Capítulo V: Órganos de administración del estado de la Unión de Repúblicas Socialistas Soviéticas
- Capítulo VI. Órganos de administración del estado de las repúblicas federadas
- Capítulo VII: Órganos superiores de poder de las Repúblicas Socialistas Soviéticas Autónomas
- Capítulo VIII: Órganos locales de poder
- Capítulo IX: Tribunales y procuratura
- Capítulo X: Derechos y deberes fundamentales de los ciudadanos
- Capítulo XI: Sistema electoral
- Capítulo XII: Escudo, bandera, capital
- Capítulo XIII: Procedimiento para modificar la constitución

## Contenido
La Constitución revoca las restricciones de voto y añade el sufragio universal directo, así como el derecho al trabajo y otros derechos garantizados en la anterior constitución. Además, la constitución reconoce derechos sociales y económicos colectivos, que incluyen el derecho al trabajo, al descanso y esparcimiento, a la protección sanitaria, cuidados de la vejez y enfermedad, a la vivienda, educación y beneficios culturales, la libertad de conciencia, de palabra, de prensa, de reunión y asociación. La constitución mantuvo los antiguos derechos como el del aborto.
La Constitución también contempla la elección directa de todos los organismos gubernamentales, y su reorganización dentro de un único y uniforme sistema. La Constitución fue en gran parte creación de Nikolái Bujarin, también colaborando en la misma Karl Radek, 
La Constitución de 1936 cambió el nombre de Comité Ejecutivo Central de la Unión Soviética al de Soviet Supremo de la URSS. Como su predecesor, el Soviet Supremo estaba compuesto de dos cámaras: El Soviet de la Unión y el Soviet de las Nacionalidades. La Constitución habilitó al Soviet Supremo para la elección de comisiones, que realizarán la mayoría del trabajo del Soviet Supremo. Al igual que bajo la anterior constitución, el Presídium del Sóviet Supremo ejerció los poderes plenos del Soviet Supremo entre sesiones, y tuvo el derecho de interpretar las leyes. El presidente del Presídium del Sóviet Supremo se convirtió en jefe del Estado. El Sovnarkom (después de 1946 conocido como Consejo de Ministros) continuó actuando como poder ejecutivo o gobierno.
De las cuatro constituciones soviéticas, la constitución de 1936 fue la de vida más larga. Fue sustituida en 1977 por la Constitución de ese año.
Desde el punto de vista soviético, la constitución fue discutida por proporcionar derechos económicos no incluidos en las constituciones de las democracias occidentales. La constitución fue vista como un triunfo personal de Stalin, quien en aquella ocasión fue descrito en el periódico Pravda como "un genio del mundo, el hombre más sabio de la época, el más grande líder del comunismo". Los historiadores occidentales y los de los países ocupados por la antigua Unión Soviética calificaron la constitución como un documento propagandístico carente de sentido. Leonar Schapiro, por ejemplo, escribió que "La decisión de modificar el sistema electoral de elección indirecta a directa, de un censo limitado, y de una votación abierta y secreta, fue una medida de confianza en la habilidad del partido para asegurar el retorno de sus candidatos a su propia voluntad sin las restricciones que antes eran necesarias", y que "... un cuidadoso escrutinio de las votaciones de la nueva constitución muestra que se deja la posición de superioridad del partido intacta, y que por tanto no tenía efecto como garantía de los derechos individuales"."
La Constitución de 1936, de acuerdo con la intención de sus autores, reflejó el importante paso en la historia del estado soviético: la Construcción del Socialismo. En su elaboración participaron 75 millones de personas, y se hicieron 1.5 millones de propuestas, adiciones y enmiendas. Se le llamó aparte de "Constitución de Stalin", la "Constitución de la Conquista del Socialismo". La Constitución autoproclamaba los supuestos éxitos de sistema socialista, como son el establecimiento de la dictadura del proletariado, la destrucción de la propiedad privada y la "clase explotadora", la conquista socialista de las relaciones de producción, etc. Proclamó las bases económicas del sistema de economía socialista planificado, basado en los dos tipos de propiedad socialista: estatal y koljoz (cooperativas).